# Fresens
Fresens es una comuna suiza del cantón de Neuchâtel, situada en el distrito de Boudry.  